# Creature Commandos
Creature Commandos är en amerikansk animerad superhjälteserie för vuxna från 2024, baserad på DC Comics team av militära supermänniskor. Serien är producerad av DC Studios och Warner Bros. Animation, och är den första TV-serien i DC Universe.
Serien hade premiär på streamingtjänsten Max den 5 december 2024 och består av sju avsnitt. I december 2024 blev det klart att Creature Commandos får en andra säsong.

## Handling
Serien kretsar kring ett hemligt team av monster satta i fångenskap och som rekryteras för farliga uppdrag som är för riskfyllda för människor.

## Rollista (i urval)
- Steve Agee – John Economos
- Maria Bakalova – prinsessan Ilana Rostovic
- Anya Chalotra – Circe
- Zoë Chao – Nina Mazursky
- Frank Grillo – Rick Flag Sr.:
- Sean Gunn – G.I. Robot
- David Harbour – Eric Frankenstein
- Alan Tudyk – Doctor Phosphorus
- Indira Varma – bruden
- Viola Davis – Amanda Waller